# Équipe cycliste Ottignies-Perwez

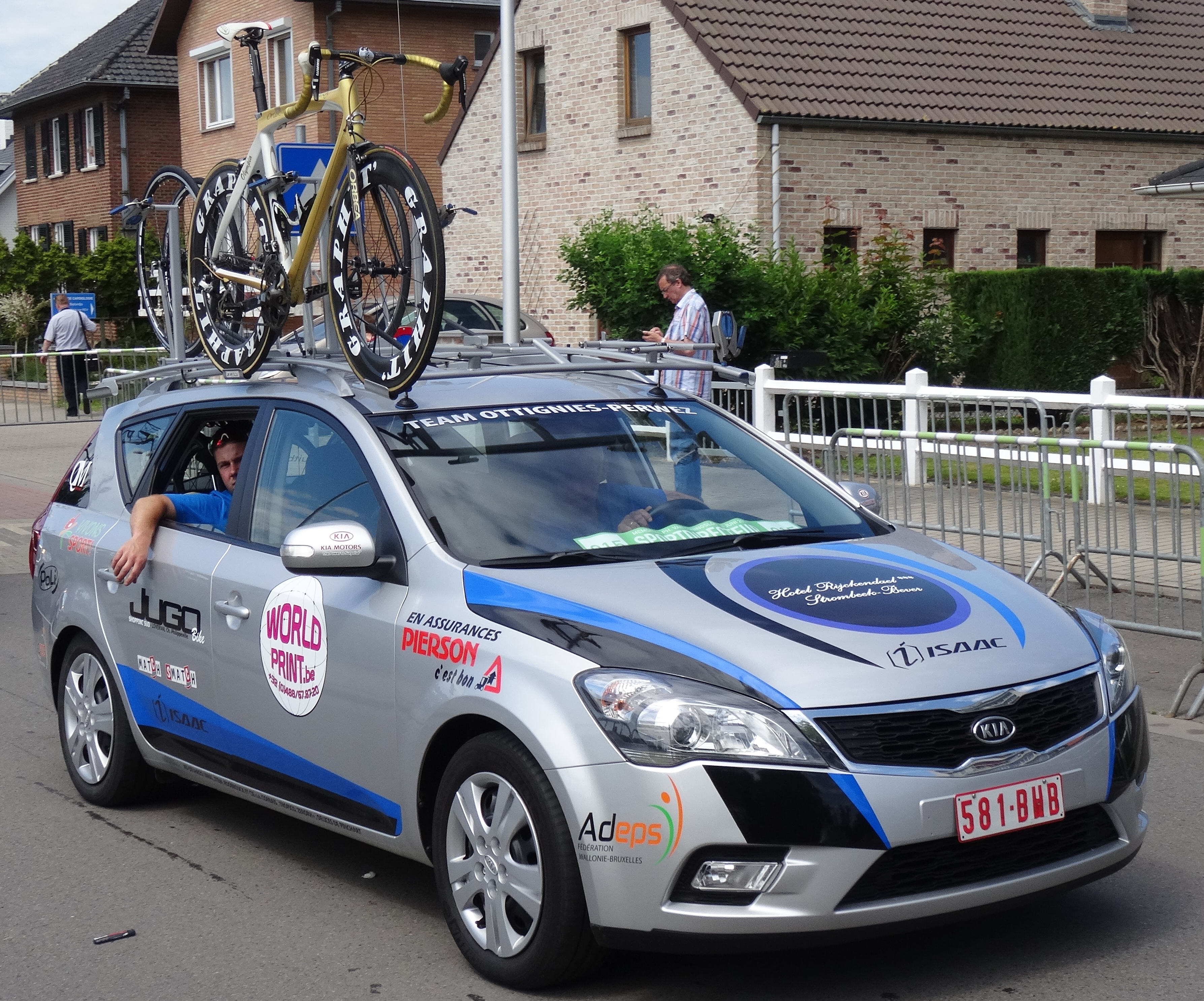
Une des voitures d'Ottignies-Perwez au Mémorial Philippe Van Coningsloo 2014.

L'équipe cycliste Ottignies-Perwez est une équipe cycliste belge francophone participant aux circuits continentaux de cyclisme et en particulier l'UCI Europe Tour. Le club devient une équipe élite en 2011, jusqu'en 2015.

## Saisons précédentes

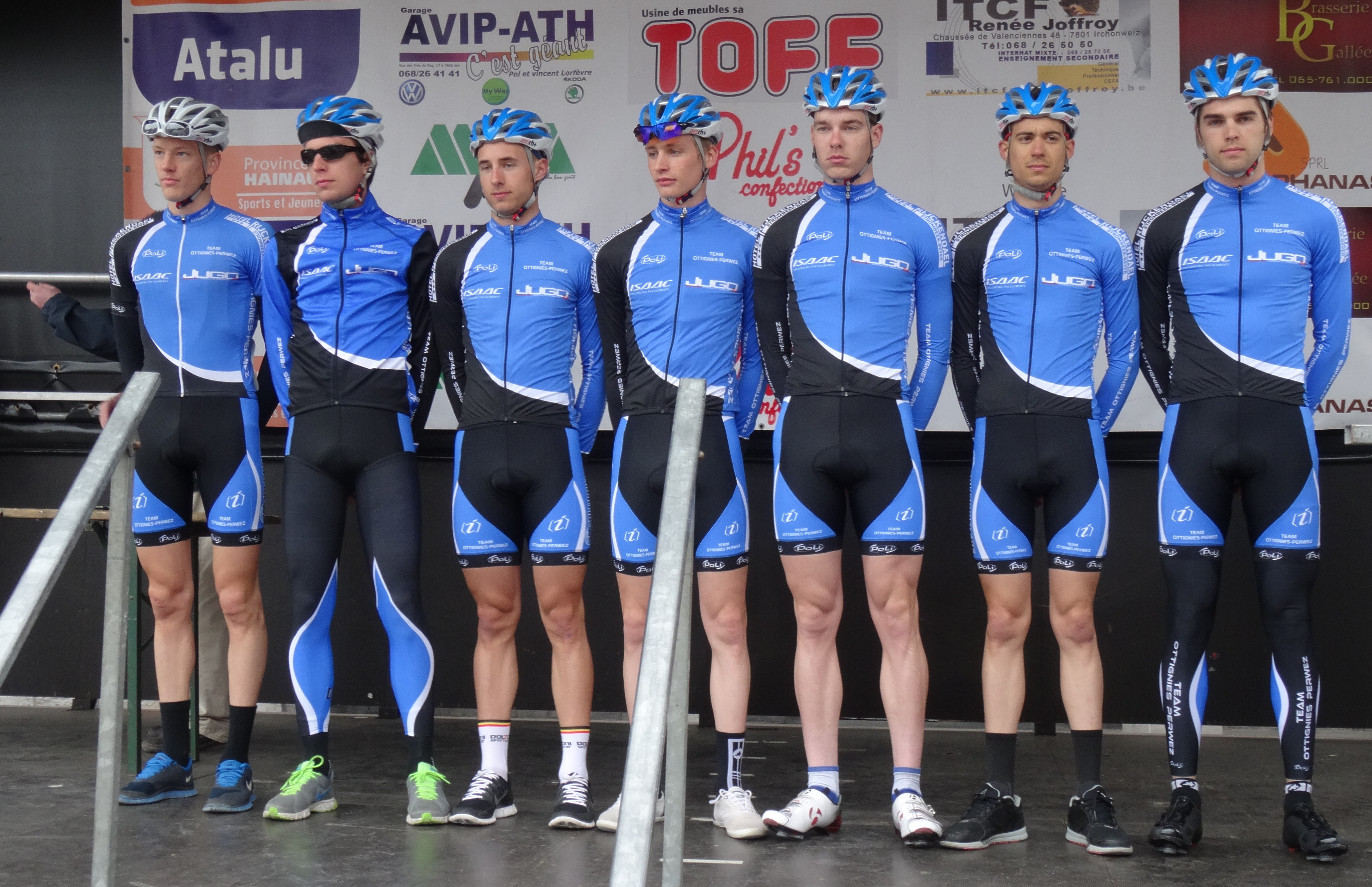
Sept coureurs lors du Triptyque des Monts et Châteaux 2014.

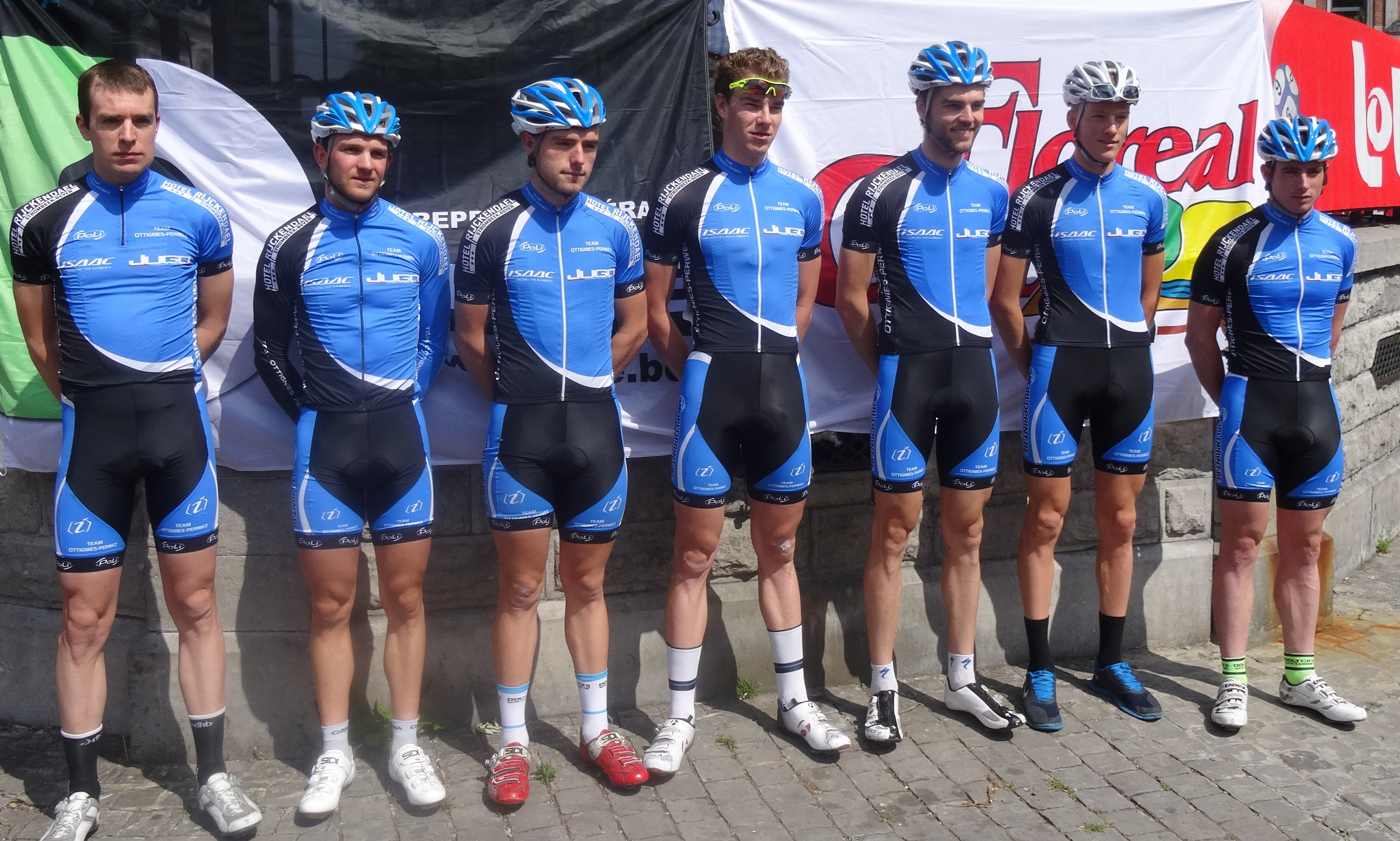
Sibrecht Pieters, Christopher Deguelle, Laurent Donnay, Arne De Schuyter, Aurélien Champenois, Julien Cadron et Jimmy Duquennoy lors du Grand Prix Criquielion 2014.

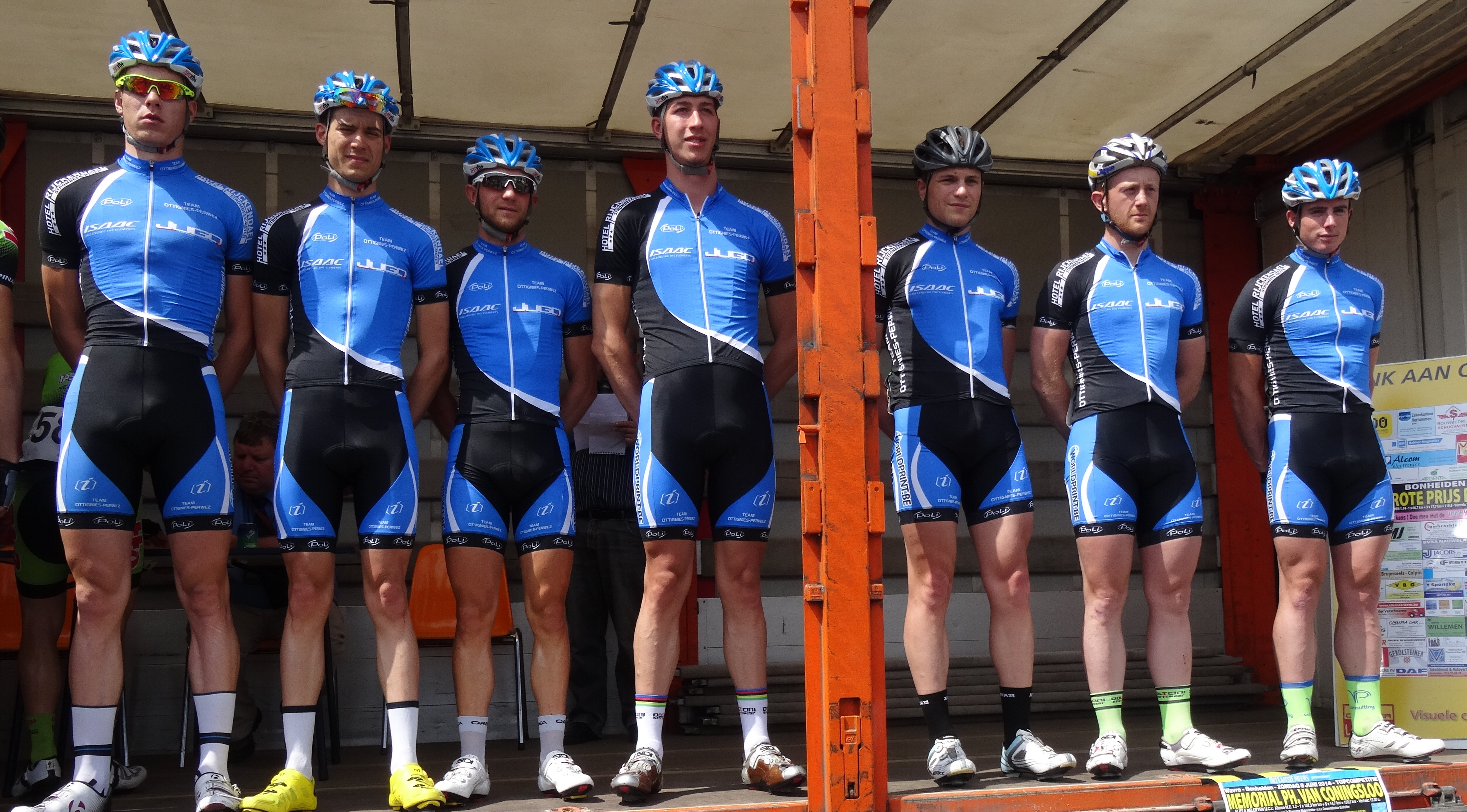
Sept coureurs lors du Mémorial Philippe Van Coningsloo 2014.

Quelques coureurs
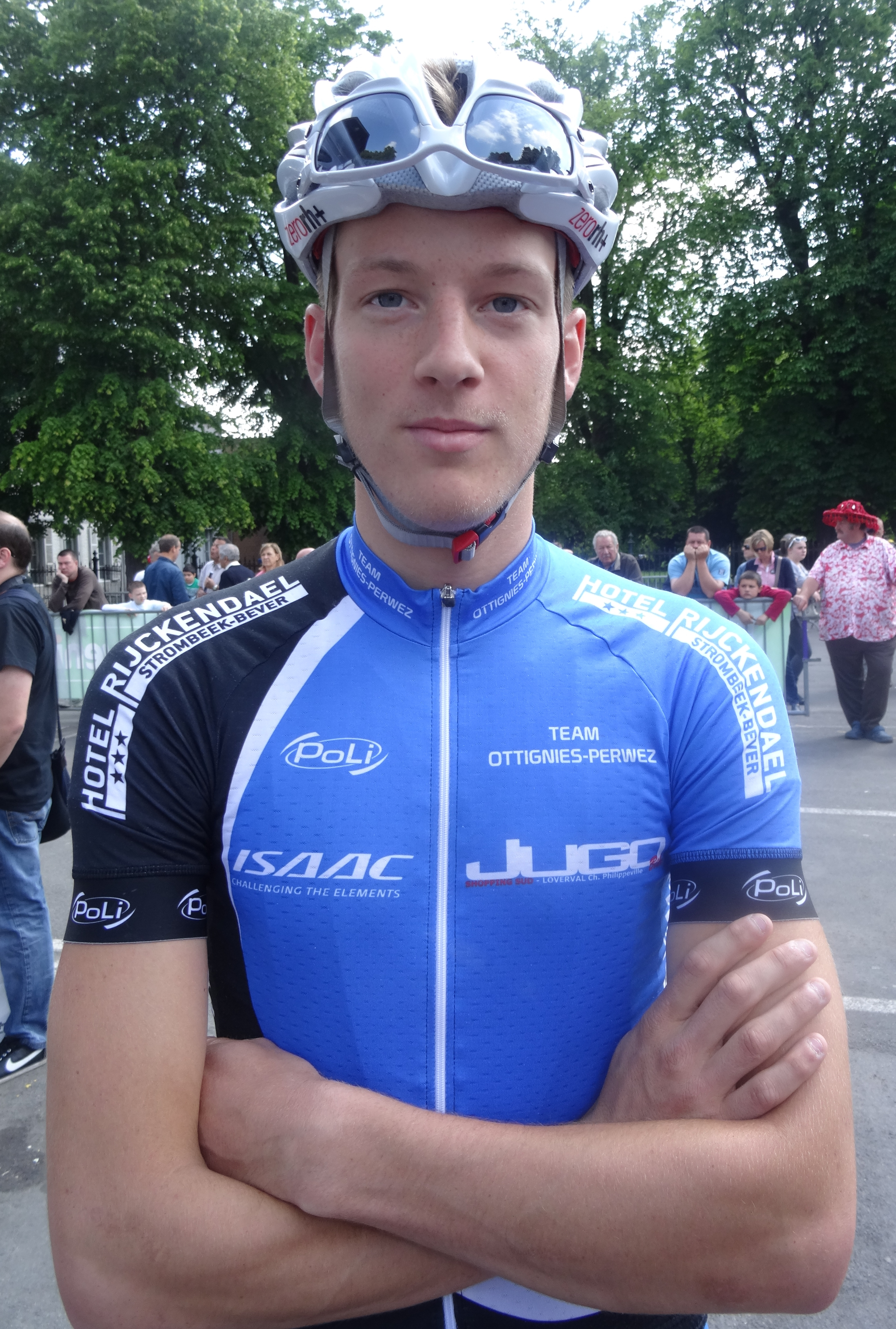
Julien Cadron.
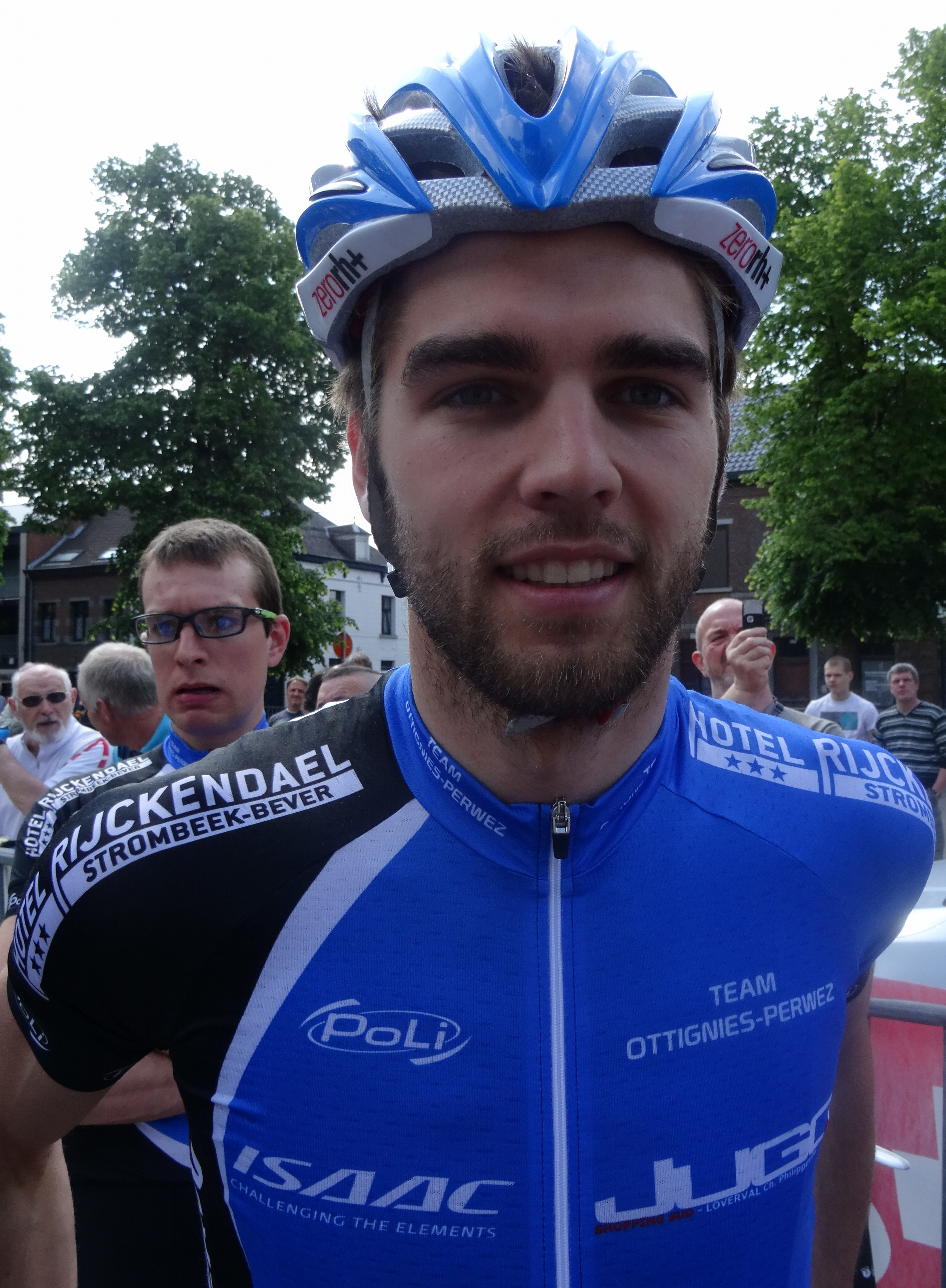
Aurélien Champenois.
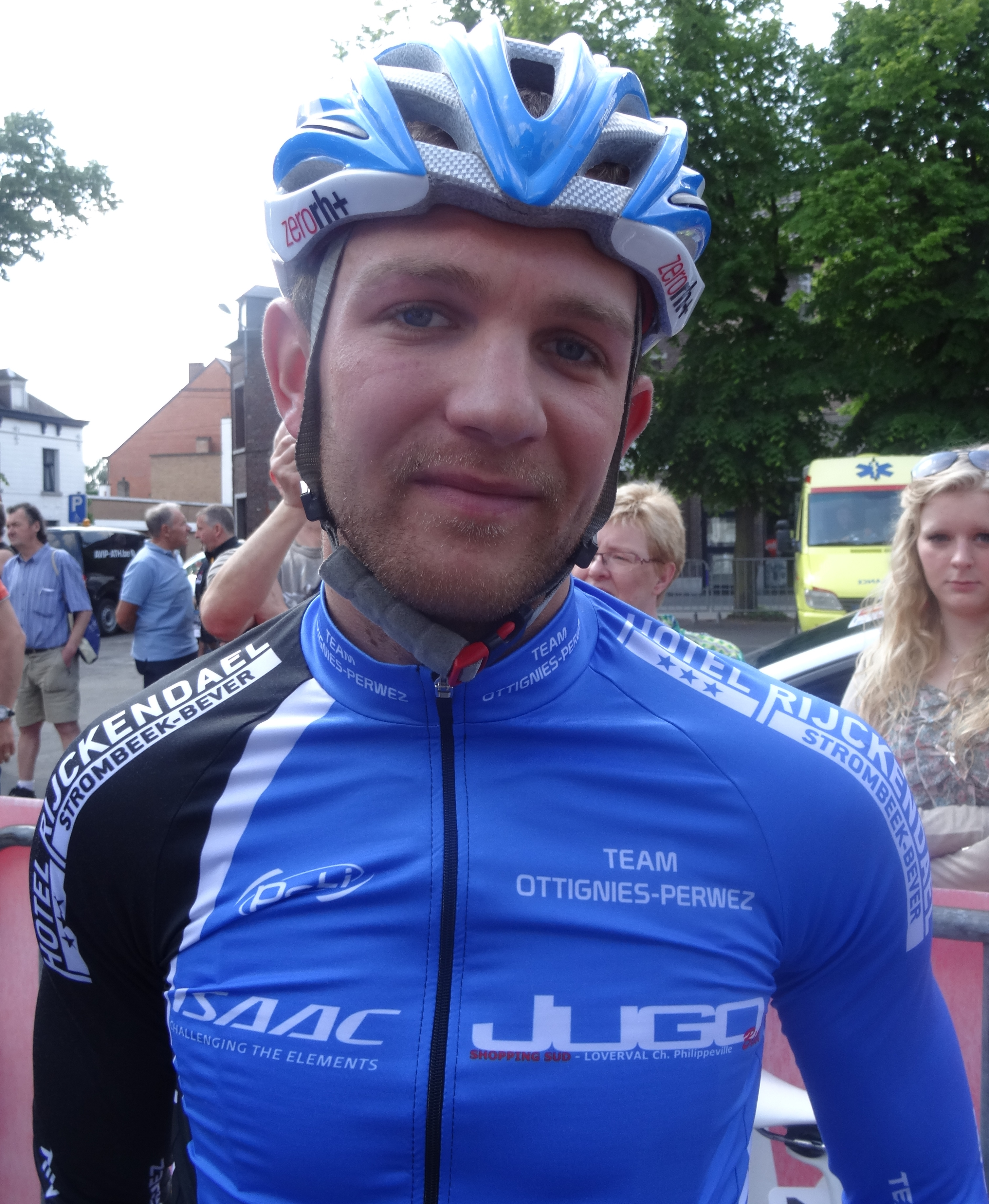
Christopher Deguelle.
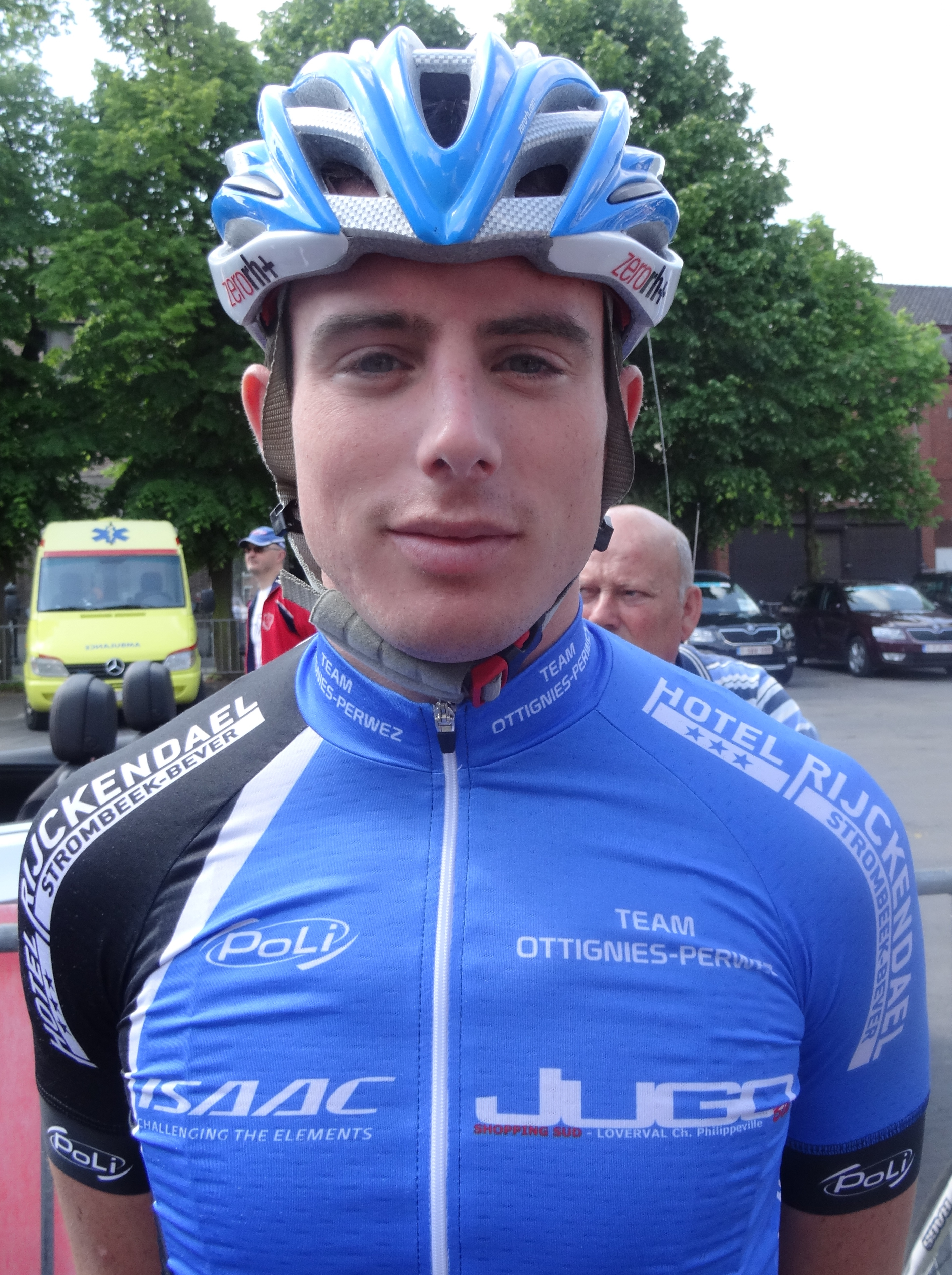
Laurent Donnay.
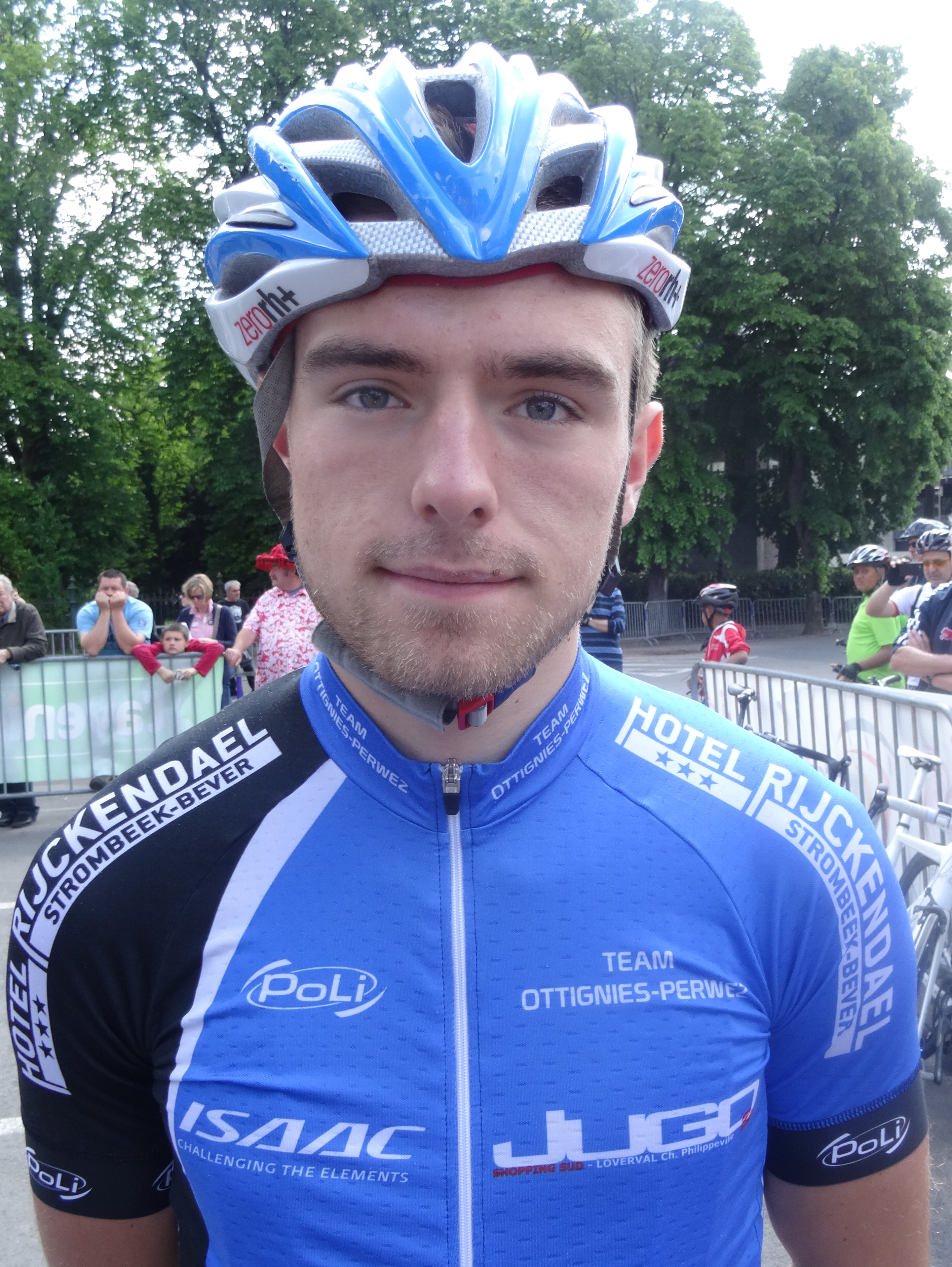
Jimmy Duquennoy.
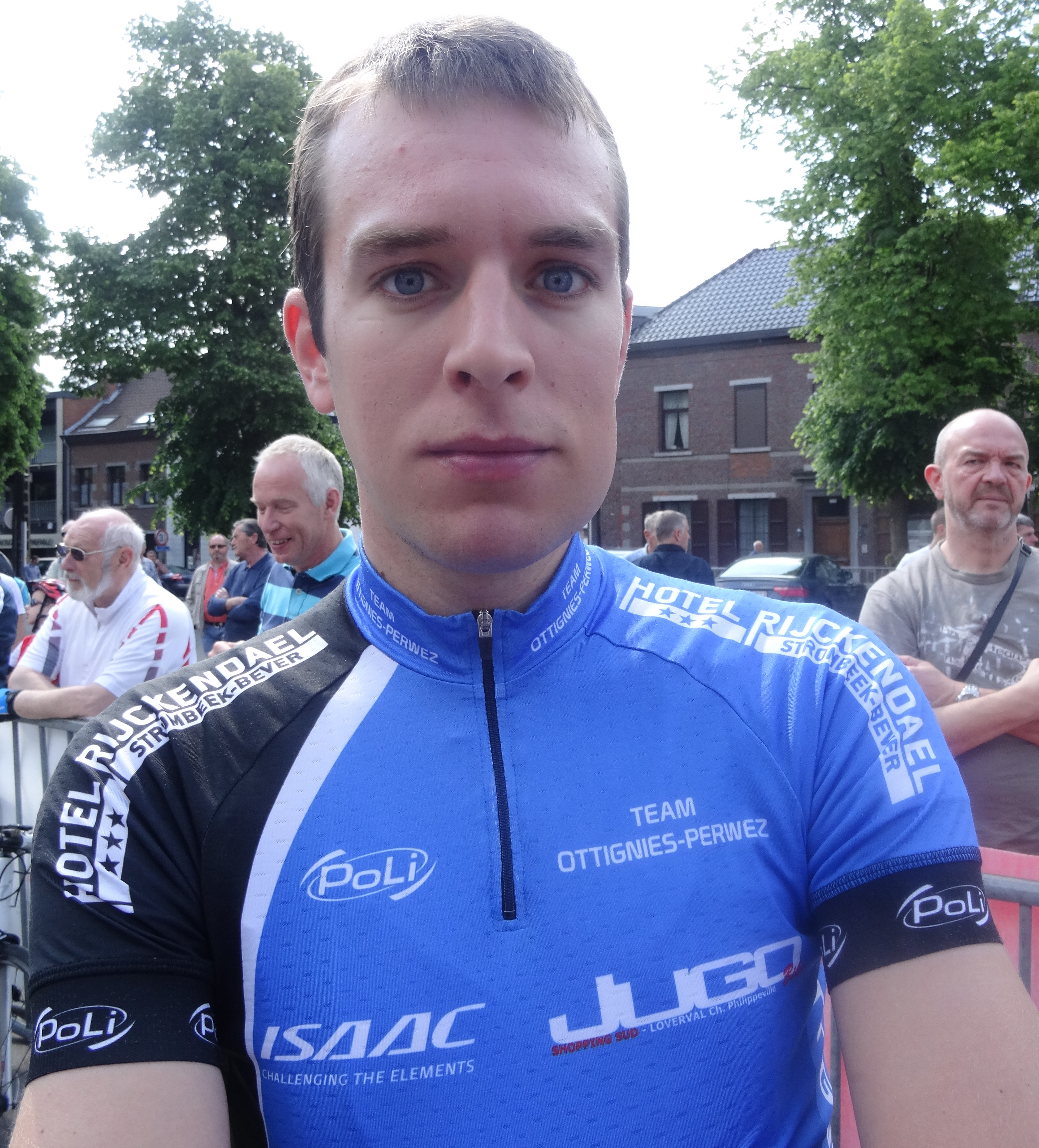
Sibrecht Pieters.

## Ottignies-Perwez en 2015

### Effectif
| Cycliste                 | Date de naissance | Nationalité | Équipe 2014                    |  |
| ------------------------ | ----------------- | ----------- | ------------------------------ |  |
| Jean-Denis Armand        | 3 décembre 1988   | France      | Sainte-Marie VC                |  |
| Sébastien Bertrand       | 15 mars 1994      | Belgique    | Ottignies-Perwez               |  |
| Dylan Bodchon            | 29 août 1995      | Belgique    | Ottignies-Perwez               |  |
| Auxence Buntinx          | 13 décembre 1996  | Belgique    | RVS Péruwelz-Bury              |  |
| Arne Casier              | 23 novembre 1991  | Belgique    | Korail                         |  |
| Jean-Michel Comminette   | 30 mai 1975       | Belgique    | Ottignies-Perwez               |  |
| Arne De Schuyter         | 30 juin 1992      | Belgique    | Ottignies-Perwez               |  |
| Anthony Debuy            | 11 avril 1996     | Belgique    | Zannata-Lotto Menen            |  |
| Julien Dechesne          | 10 avril 1991     | Belgique    | T.Palm-Pôle Continental Wallon |  |
| Christopher Deguelle     | 11 mai 1991       | Belgique    | Ottignies-Perwez               |  |
| Cédric Deleuze           | 2 novembre 1979   | Belgique    | VC amateur Saint-Quentin       |  |
| Maxime Delitte           | 16 mars 1991      | Belgique    | Ottignies-Perwez               |  |
| Gilles Devillers         | 12 février 1985   | Belgique    | Veranclassic-Doltcini          |  |
| Laurent Donnay           | 23 mai 1988       | Belgique    | Ottignies-Perwez               |  |
| Dimitri Fauville         | 15 février 1988   | Belgique    | Ottignies-Perwez               |  |
| Sergio Ferrari           | 26 décembre 1978  | Belgique    | Ottignies-Perwez               |  |
| Patrick Gaudy            | 9 mars 1977       | Belgique    | Veranclassic-Doltcini          |  |
| Jelle Goderis            | 24 mars 1991      | Belgique    | Terra Safety Shoes             |  |
| Robin Haubruge           | 23 mai 1993       | Belgique    | Ottignies-Perwez               |  |
| Thomas Huyberechts       | 29 juin 1996      | Belgique    | Blancs Gilets-Barracuda        |  |
| Julien Joiret            | 15 mars 1982      | Belgique    | Ottignies-Perwez               |  |
| Jake Klajnblat           | 22 mars 1994      | Australie   | Laval 53                       |  |
| Laurent Krauss           | 8 mai 1990        | Belgique    | Ottignies-Perwez               |  |
| Grégory La Rose          | 10 novembre 1993  | Belgique    | Ottignies-Perwez               |  |
| Johan Mombaerts          | 6 octobre 1984    | France      |                                |  |
| Thomas Petit             | 7 novembre 1996   | Belgique    | Sprint 2000 Charleroi          |  |
| Sibrecht Pieters         | 15 juillet 1988   | Belgique    | Ottignies-Perwez               |  |
| Guillaume Rase           | 10 avril 1991     | Belgique    | RC Pesant Club Liégeois        |  |
| Wim Reynaerts            | 12 mai 1995       | Belgique    | Ottignies-Perwez               |  |
| Sylvain Rolet            | 11 mai 1976       | Belgique    | Ottignies-Perwez               |  |
| Raphaël Roszkiewicz      | 19 janvier 1982   | Belgique    | Cureghem Sportif               |  |
| Scott Seykens            | 8 mai 1996        | Belgique    | Verandas Willems-CC Chevigny   |  |
| Christopher Vandenbulcke | 16 septembre 1995 | Belgique    | Ottignies-Perwez               |  |
| Arnaud Voss              | 4 novembre 1992   | Belgique    | LC Tétange                     |  |

### Victoires
| Date | Course | Pays | Classe | Vainqueur |
| ---- | ------ | ---- | ------ | --------- |